# Sexy Love
Sexy Love – singel południowokoreańskiej grupy T-ara. Utwór, wspólnie z Najgwa Bam (LOVE ALL), promował siódmy minialbum MIRAGE. Został wydany 4 września 2012 roku. Sexy Love znalazł się na czwartym miejscu listy przebojów Gaon oraz na trzecim listy Billboard Korea K-Pop Hot 100, został pobrany 1 542 191 razy w Korei Południowej.
Utwór został nagrany ponownie w języku japońskim i wydany 14 listopada 2012 roku jako piąty japoński singel. Osiągnął 4 pozycję w rankingu Oricon i pozostał na liście przez 10 tygodni, sprzedał się w nakładzie 48 488 egzemplarzy. Singel ukazał się w trzech wersjach: regularnej, A oraz B.

## Lista utworów
CD
| Nr | Tytuł                        | Czas |
| -- | ---------------------------- | ---- |
| 1. | "Sexy Love" (Japanese ver.)  |      |
| 2. | "DAY BY DAY" (Japanese ver.) |      |
| 3. | "Sexy Love" (Instrumental)   |      |
| 4. | "DAY BY DAY" (Instrumental)  |      |

Wersja A
| CD  |                                                  |      |
| Nr  | Tytuł                                            | Czas |
| 1.  | "Sexy Love" (Japanese ver.)                      |      |
| 2.  | "Bye Bye" (Japanese ver.)                        |      |
| 3.  | "Sexy Love" (Instrumental)                       |      |
| 4.  | "Bye Bye" (Instrumental)                         |      |
| DVD |                                                  |      |
| Nr  | Tytuł                                            | Czas |
| 1.  | "Sexy Love" (Japanese ver.) (Music Video)        |      |
| 2.  | "Sexy Love" (Japanese ver.) (Music Video Making) |      |

Wersja B
| CD  |                                                             |      |
| Nr  | Tytuł                                                       | Czas |
| 1.  | "Sexy Love" (Japanese ver.)                                 |      |
| 2.  | "Hajimete no yō ni" (jap. 初めてのように) (Japanese ver.)   |      |
| 3.  | "Sexy Love" (Instrumental)                                  |      |
| 4.  | "Hajimete no yō ni" (jap. 初めてのように) (Instrumental)    |      |
| DVD |                                                             |      |
| Nr  | Tytuł                                                       | Czas |
| 1.  | "DAY BY DAY" (Japanese ver.) (Music Video)                  |      |
| 2.  | "Sexy Love" (Japanese ver.) (Music Video Dance future ver.) |      |

## Notowania
Singel koreański
| Lista                     | Pozycja |
| ------------------------- | ------- |
| Weekly Gaon Singles Chart | 4       |
| Billboard K-Pop Hot 100   | 3       |

Singel japoński
| Lista                       | Pozycja |
| --------------------------- | ------- |
| Oricon Weekly Singles Chart | 4       |
| Billboard Japan Hot 100     | 5       |